# Spelungula cavernicola
Spelungula cavernicola är en spindelart som beskrevs av Forster 1987. Spelungula cavernicola ingår i släktet Spelungula och familjen Gradungulidae. IUCN kategoriserar arten globalt som otillräckligt studerad. Inga underarter finns listade i Catalogue of Life.